# 保険金殺人
保険金殺人（ほけんきんさつじん）とは、ある人が死亡することにより、その人に対して掛けられている生命保険の保険金を得ることを目的として、その人を殺害することである。

## 概要
保険金詐欺という要素も存在するため、金銭的動機の計画的殺人として悪質性が高くなる。
金銭的動機のために保険金をかけていることは外見上から解明されやすい。また保険金を得るためには、犯人本人、または共謀する第三者が保険金の受取人として指定されている必要があるため、犯人が発覚しやすい殺人といえる。保険金の掛け金が収入や資産に対してあまりにも不自然な場合などは、一層動機として注目されやすくなる。
刑事訴訟では合理的な疑いを超えて証明されないと無罪判決となる疑わしきは罰せずが原則であるため、事件が殺人罪として有罪にならないこともある。しかし、保険会社が保険金支払いを拒否する一方で犯人が保険金支払いを求めて民事訴訟となった場合、たとえ刑事訴訟で有罪にならなくとも、証拠優越が原則の民事訴訟では保険金殺人の可能性を認めて、保険金が下りないことを認める判決が出る場合がある。これにより、結果として犯人が経済的利益を一切得ることができないこともある。
保険金殺人事件の中には、マスコミがセンセーショナルな報道をして世間の好奇の目を集めることになり、マスコミが先行する形で警察が捜査に乗り出す劇場型犯罪のような事件もある（例:別府3億円保険金殺人事件、ロス疑惑、トリカブト保険金殺人事件、本庄保険金殺人事件）。
また、捜査機関が動機的視点での捜査に固執してしまうと物証がほとんどなく状況証拠だけの状態での立件になってしまい、無実の可能性がある人を殺人罪で起訴してしまい、裁判で無罪判決が出て冤罪として扱われてしまう事例もある（例:ロス疑惑）。

## 日本において捜査機関が保険金殺人と判断した事件
以下では保険金殺人として捜査機関が判断した事件を列挙する。そのため、冤罪の疑いのある事件や裁判所が有罪確定していない事件も存在する。
- 日大生殺し事件（1935年）
- 波崎事件（1963年）
- 青森実子保険金殺人事件（1972年）
- 別府3億円保険金殺人事件（1974年） - 一二審有罪、上告審中の死去で公訴棄却。
- 豊橋連続保険金殺人事件（1978年）
- 福岡連続保険金殺人事件（1978年 - 1979年）
- 半田保険金殺人事件（1979年 - 1983年）
- 佐賀替え玉保険金殺人事件（1981年）
- ロス疑惑（1981年） - 裁判では一審有罪、上級審で無罪確定。
- 夕張保険金殺人事件（1984年）
- トリカブト保険金殺人事件（1986年）
- 熊谷養鶏場宿舎放火殺人事件（1989年）
- 長崎・佐賀連続保険金殺人事件（1992年 - 1998年）
- 本庄保険金殺人事件（1995年 - 1999年）
- 福岡スナックママ連続保険金殺人事件（1994年 - 2000年）
- 久留米看護師連続保険金殺人事件（1998年 - 2000年）
- 広島連続保険金殺人事件（1998年 - 2000年）
- 上申書殺人事件（1999年 - 2000年）
- 亘理町自衛官殺害事件（2000年）
- 横芝光インスリン殺人未遂事件（2004年）
- 尼崎事件のA家長男殺害事件（2005年）
- マニラ連続保険金殺人事件（2014年 - 2015年）
- 高槻資産家女性保険金殺人事件（2021年）

## 関連書籍
- 山元泰生『保険金殺人―ドキュメント&データ』時事通信社、1987年。ISBN 9784788787247。
- 室伏哲郎『保険金殺人－心の商品化』世界書院、2000年。ISBN 9784792791216。